# Fadi El Khatib
Fadi El Khatib (arabiska فادي الخطيب), född 1 januari 1979 i Beirut i Libanon är en libanesisk basketspelare. Han spelar i det libanesiska laget Blue Stars, som är med i Lebanese Basketball Federation. Dessutom är han är medlem i det libanesiska basketlandslaget. 2006 kom Libanon på sjuttonde plats i basket-VM tack vare Fadi El Khatib och Calvin Warner, en amerikansk basketspelare som spelar i det libanesiska laget Al Riyadi. Fadi El Khatib var den åttonde bästa basketspelaren i turneringen, då han snittade 18,8 poäng per match. Hans smeknamn är The Lebanese Tiger.